# Mistrovství Evropy v zápasu řecko-římském 1977 – podrobné výsledky
Podrobné výsledky z mistrovství Evropy v zápasu řecko-římském za rok 1977.

## Herní systém
Soutěže v zápasení nabízely v roce 1977 hrací systém, který odrážel absenci nasazování zápasníků. Zápasník který prohrál svůj úvodní zápas měl ještě naději dosáhnout na medaili. Dvě prohry v prvních kolech znamenaly konec v soutěži. Bylo toho dosaženo pomocí trestných bodů (TB). Trestné body se neudělovaly pouze v případě vítězství zápasníka na lopatky nebo jinak před časovým limitem. V případě výhry na body obdržel zápasník 1 trestný bod (při výrazném bodovém náskoku 0,5). Zápasník který prohrál na lopatky obdržel 4 trestné body a pokud prohrál na body 3 trestné body (3,5 výraznou bodovou prohrou). Trestné body se s každým zápasem sčítaly (STB) a po dosažení 6 trestných bodů zápasník ze soutěže vypadl. Tento hrací systém umožňoval taktizovaní v podobě remízy, která byla za 2 trestné body. Především v závěrečných kolech toho někteří zápasníci zneužívali při vědomí, že jejich soupeř má větší počet trestných bodů. Slabinou tohoto hracího systému bylo tzv. volné kolo při lichém počtu zápasníků.

## Podrobné výsledky
poznámka: v kolonách pod jednotlivými koly je uvedeno – "číslo soupeře"/"trestné body"

### Papírová váha mužů do 48 kg
| Č. | Zápasník                   | Zápasník | Kola   | Kola | Kola | Kola | Kola | STB  | CP               |
| Č. | Zápasník                   | Zápasník | 1.     | 2.   | 3.   | 4.   | 5.   | STB  | CP               |
| -- | -------------------------- | -------- | ------ | ---- | ---- | ---- | ---- | ---- | ---------------- |
| 1. | Anatolij Bozin (URS)       | TB       | 2./1   | 3./0 | 5./0 | 6./1 | –/0  | 2    | Stříbrná medaile |
| 2. | József Sántha (HUN)        | TB       | 1./3   | 4./3 |      |      |      | 6    | 6.               |
| 3. | Dietmar Hinz (GDR)         | TB       | 4./3   | 1./4 |      |      |      | 7    | 7.               |
| 4. | Salih Bora (TUR)           | TB       | 3./1   | 2./1 | 6./4 | 7./4 |      | 10   | 4.               |
| 5. | Georgi Georgiev (BUL)      | TB       | 6./0,5 | 7./4 | 1./4 |      |      | 8,5  | 5.               |
| 6. | Wiesław Kuciński (POL)     | TB       | 5./3,5 | 8./0 | 4./0 | 1./3 | 7./4 | 10,5 | Bronzová medaile |
| 7. | Constantin Alexandru (ROU) | TB       | 8./0   | 5./0 | –/0  | 4./0 | 6./0 | 0    | Zlatá medaile    |
| 8. | Vicente Sánchez (ESP)      | TB       | 7./4   | 6./4 |      |      |      | 8    | 8.               |

### Muší váha mužů do 52 kg
| Č.  | Zápasník                     | Zápasník | Kola  | Kola  | Kola  | Kola  | Kola  | Kola  | STB | CP               |
| Č.  | Zápasník                     | Zápasník | 1.    | 2.    | 3.    | 4.    | 5.    | 6.    | STB | CP               |
| --- | ---------------------------- | -------- | ----- | ----- | ----- | ----- | ----- | ----- | --- | ---------------- |
| 1.  | Serhat Karadağ (TUR)         | TB       | 2./4  | 11./0 | 3./4  |       |       |       | 8   | 5.               |
| 2.  | Herbert Nigsch (AUT)         | TB       | 1./0  | 3./4  | 7./4  |       |       |       | 8   | 5.               |
| 3.  | Lajos Rácz (HUN)             | TB       | 4./0  | 2./0  | 1./0  | 10./3 | 7./0  | –/0   | 3   | Zlatá medaile    |
| 4.  | Dončev (BUL)                 | TB       | 3./4  | 5./4  |       |       |       |       | 8   | 9.               |
| 5.  | Vladimír Kokoškov (TCH)      | TB       | 6./0  | 4./0  | 8./0  | 7./4  | 10./4 |       | 8   | 4.               |
| 6.  | Jean-Michel Schatteman (FRA) | TB       | 5./4  | 7./4  |       |       |       |       | 8   | 9.               |
| 7.  | Kamil Fatkulin (URS)         | TB       | 8./0  | 6./0  | 2./0  | 5./0  | 3./4  | 10./1 | 5   | Bronzová medaile |
| 8.  | Kauko Naavala (SWE)          | TB       | 7./4  | 9./0  | 5./4  |       |       |       | 8   | 5.               |
| 9.  | Ronny Sigde (NOR)            | TB       | 10./4 | 8./4  |       |       |       |       | 8   | 9.               |
| 10. | Nicu Gângă (ROU)             | TB       | 9./0  | –/0   | 11./0 | 3./1  | 5./0  | 7./3  | 4   | Stříbrná medaile |
| 11. | Witold Małdachowski (POL)    | TB       | –/0   | 1./4  | 10./4 |       |       |       | 8   | 5.               |

### Bantamová váha mužů do 57 kg
| Č.  | Zápasník                 | Zápasník | Kola  | Kola  | Kola  | Kola  | Kola  | Kola | Kola  | Kola  | STB | CP               |
| Č.  | Zápasník                 | Zápasník | 1.    | 2.    | 3.    | 4.    | 5.    | 6.   | 7.    | 8.    | STB | CP               |
| --- | ------------------------ | -------- | ----- | ----- | ----- | ----- | ----- | ---- | ----- | ----- | --- | ---------------- |
| 1.  | Mihai Boţilă (ROU)       | TB       | 2./0  | 3./1  | 4./1  | 6./3  | 15./0 | 8./4 | 12./4 |       | 11  | Bronzová medaile |
| 2.  | Fred Holm (NOR)          | TB       | 1./4  | 4./4  |       |       |       |      |       |       | 8   | 13.              |
| 3.  | Nevzat Köz (TUR)         | TB       | 4./4  | 1./3  |       |       |       |      |       |       | 7   | 11.              |
| 4.  | Czesław Stanjek (POL)    | TB       | 3./0  | 2./0  | 1./3  | 8./4  |       |      |       |       | 7   | 7.               |
| 5.  | Bernd Drechsel (GDR)     | TB       | 6./3  | 7./0  | 8./4  |       |       |      |       |       | 7   | 8.               |
| 6.  | József Doncsecs (HUN)    | TB       | 5./1  | 8./3  | 10./1 | 1./1  | 12./3 |      |       |       | 9   | 5.               |
| 7.  | José María López (ESP)   | TB       | 8./4  | 5./4  |       |       |       |      |       |       | 8   | 13.              |
| 8.  | Farchat Mustafin (URS)   | TB       | 7./0  | 6./1  | 5./0  | 4./0  | 14./0 | 1./0 | –/0   | 12./3 | 4   | Stříbrná medaile |
| 9.  | Daniel Fröschl (AUT)     | TB       | 10./4 | 11./4 |       |       |       |      |       |       | 8   | 13.              |
| 10. | Benni Ljungbeck (SWE)    | TB       | 9./0  | 12./4 | 6./3  |       |       |      |       |       | 7   | 8.               |
| 11. | Predrag Đurđević (YUG)   | TB       | 12./4 | 9./0  | 14./4 |       |       |      |       |       | 8   | 10.              |
| 12. | Pertti Ukkola (FIN)      | TB       | 11./0 | 10./0 | 15./0 | 14./0 | 6./1  | –/0  | 1./0  | 8./1  | 2   | Zlatá medaile    |
| 13. | Babis Cholidis (GRE)     | TB       | 14./4 | 15./3 |       |       |       |      |       |       | 7   | 11.              |
| 14. | Antonio Caltabiano (ITA) | TB       | 13./0 | 16./0 | 11./0 | 12./4 | 8./4  |      |       |       | 8   | 4.               |
| 15. | Asen Milev (BUL)         | TB       | 16./0 | 13./1 | 12./4 | –/0   | 1./4  |      |       |       | 9   | 5.               |
| 16. | Rolf Krauß (FRG)         | TB       | 15./4 | 14./4 |       |       |       |      |       |       | 8   | 13.              |

### Pérová váha mužů do 62 kg
| Č.  | Zápasník                   | Zápasník | Kola  | Kola  | Kola  | Kola  | Kola  | Kola  | STB | CP               |
| Č.  | Zápasník                   | Zápasník | 1.    | 2.    | 3.    | 4.    | 5.    | 6.    | STB | CP               |
| --- | -------------------------- | -------- | ----- | ----- | ----- | ----- | ----- | ----- | --- | ---------------- |
| 1.  | Miguel González (ESP)      | TB       | 2./4  | 15.4  |       |       |       |       | 8   | 9.               |
| 2.  | Ion Păun (ROU)             | TB       | 1./0  | 3./0  | 4./0  | 14./3 | 8./0  | 12./0 | 3   | Zlatá medaile    |
| 3.  | Thomas Passarelli (FRG)    | TB       | 4./4  | 2./4  |       |       |       |       | 8   | 9.               |
| 4.  | Parvan Rangelov (BUL)      | TB       | 3./0  | 5./0  | 2./4  | 15./1 | 14./4 |       | 9   | 6.               |
| 5.  | Johnny Bjerke (NOR)        | TB       | 6./4  | 4./4  |       |       |       |       | 8   | 9.               |
| 6.  | Lars Malmkvist (SWE)       | TB       | 5./0  | 7./0  | 8./4  | 10./0 | 12./4 |       | 8   | 5.               |
| 7.  | Stelios Myjakis (GRE)      | TB       | 8./4  | 6./4  |       |       |       |       | 8   | 9.               |
| 8.  | Nelson Davidjan (URS)      | TB       | 7./0  | 9./0  | 6./0  | 12./0 | 2./4  | 14./0 | 4   | Stříbrná medaile |
| 9.  | Jiří Smékal (TCH)          | TB       | 10./4 | 8./4  |       |       |       |       | 8   | 9.               |
| 10. | Ilpo Seppälä (FIN)         | TB       | 9./0  | 11./0 | 12./4 | 6./4  |       |       | 8   | 8.               |
| 11. | Domenico Giuffrida (ITA)   | TB       | 12./4 | 10./4 |       |       |       |       | 8   | 9.               |
| 12. | Ryszard Świerad (POL)      | TB       | 11./0 | 13./0 | 10./0 | 8./4  | 6./0  | 2./4  | 8   | 4.               |
| 13. | Jean-Pierre Mercader (FRA) | TB       | 14./4 | 12./4 |       |       |       |       | 8   | 9.               |
| 14. | László Réczi (HUN)         | TB       | 13./0 | –/0   | 15./0 | 2./1  | 4./0  | 8./4  | 5   | Bronzová medaile |
| 15. | Hamdi Sancaklı (TUR)       | TB       | –/0   | 1./0  | 14./4 | 4./3  |       |       | 7   | 7.               |

### Lehká váha mužů do 68 kg
| Č.  | Zápasník                   | Zápasník | Kola  | Kola  | Kola  | Kola    | Kola  | Kola    | Kola  | STB | CP               |
| Č.  | Zápasník                   | Zápasník | 1.    | 2.    | 3.    | 4.      | 5.    | 6.      | 7.    | STB | CP               |
| --- | -------------------------- | -------- | ----- | ----- | ----- | ------- | ----- | ------- | ----- | --- | ---------------- |
| 1.  | Kenneth Karlsson (SWE)     | TB       | 2./4  | 15./1 | 4./4  |         |       |         |       | 9   | 10.              |
| 2.  | Károly Gaál (HUN)          | TB       | 1./0  | 3./0  | 5./4  | 14./3   |       |         |       | 7   | 7.               |
| 3.  | Markku Yli-Isotalo (FIN)   | TB       | 4./4  | 2./4  |       |         |       |         |       | 8   | 11.              |
| 4.  | Heinz-Helmut Wehling (GDR) | TB       | 3./0  | 5./3  | 1./0  | 8./3    |       |         |       | 6   | 6.               |
| 5.  | Andrzej Supron (POL)       | TB       | 6./0  | 4./1  | 2.0   | 10./3,5 | ods.  |         |       | 4,5 | 5.               |
| 6.  | Mileta Đurović (YUG)       | TB       | 5./4  | 7./0  | 8./4  |         |       |         |       | 8   | 9.               |
| 7.  | Lionel Lacaze (FRA)        | TB       | 8./4  | 6./4  |       |         |       |         |       | 8   | 11.              |
| 8.  | Ștefan Rusu (ROU)          | TB       | 7./0  | 9./0  | 6./0  | 4./1    | 10./3 | 14./0,5 | –/0   | 4,5 | Stříbrná medaile |
| 9.  | Karl Kathan (AUT)          | TB       | 10./4 | 8./4  |       |         |       |         |       | 8   | 11.              |
| 10. | Suren Nalbandjan (URS)     | TB       | 9./0  | 11./0 | 12./0 | 5./0,5  | 8./1  | –/0     | 14./0 | 1,5 | Zlatá medaile    |
| 11. | Harald Madsen (DEN)        | TB       | 12./4 | 10./4 |       |         |       |         |       | 8   | 11.              |
| 12. | Todor Žekov (BUL)          | TB       | 11./0 | 13./0 | 10./4 | –/0     | 14./4 |         |       | 8   | 4.               |
| 13. | Henri Magistini (SUI)      | TB       | 14./4 | 12./4 |       |         |       |         |       | 8   | 11.              |
| 14. | Erol Mutlu (TUR)           | TB       | 13./0 | –/0   | 15./1 | 2./1    | 12./0 | 8./3,5  | 10./4 | 9,5 | Bronzová medaile |
| 15. | Janis Mavrojanis (GRE)     | TB       | –/0   | 1./3  | 14./3 |         |       |         |       | 6   | 8.               |

### Velterová váha mužů do 74 kg
| Č.  | Zápasník                    | Zápasník | Kola   | Kola  | Kola  | Kola  | Kola  | Kola  | Kola  | STB | CP               |
| Č.  | Zápasník                    | Zápasník | 1.     | 2.    | 3.    | 4.    | 5.    | 6.    | 7.    | STB | CP               |
| --- | --------------------------- | -------- | ------ | ----- | ----- | ----- | ----- | ----- | ----- | --- | ---------------- |
| 1.  | Klaus-Peter Göpfert (GDR)   | TB       | 2./0   | 3./0  | 4./1  | 6./1  | 13./3 | 7./0  | 12./1 | 6   | Stříbrná medaile |
| 2.  | Lasse Carlsen (NOR)         | TB       | 1./4   | 4./4  |       |       |       |       |       | 8   | 12.              |
| 3.  | Celal Taşkıran (TUR)        | TB       | 4./4   | 1./4  |       |       |       |       |       | 8   | 12.              |
| 4.  | Lennart Lundell (SWE)       | TB       | 3./0   | 2./0  | 1./3  | 9./3  |       |       |       | 6   | 6.               |
| 5.  | Jorgos Konstandopulos (GRE) | TB       | 6./3,5 | 7./4  |       |       |       |       |       | 7,5 | 11.              |
| 6.  | Karolj Kasap (YUG)          | TB       | 5./0,5 | 8./1  | 7./3  | 1./3  |       |       |       | 7,5 | 7.               |
| 7.  | Stanisław Krzesiński (POL)  | TB       | 8./0   | 5./0  | 6./1  | 12./4 | 9./0  | 1./4  |       | 9   | 4.               |
| 8.  | Mihály Toma (HUN)           | TB       | 7./4   | 6./3  |       |       |       |       |       | 7   | 10.              |
| 9.  | Gheorghe Ciobotaru (ROU)    | TB       | 10./0  | 11./4 | 12./0 | 4./1  | 7./4  |       |       | 9   | 5.               |
| 10. | Tage Weirum (DEN)           | TB       | 9./4   | 13./4 |       |       |       |       |       | 8   | 12.              |
| 11. | Vladimir Zemkov (URS)       | TB       | 12./4  | 9./0  | 13./3 |       |       |       |       | 7   | 8.               |
| 12. | Janko Šopov (BUL)           | TB       | 11./0  | 14./1 | 9./4  | 7./0  | -/0   | 13./3 | 1./3  | 11  | Bronzová medaile |
| 13. | Vítězslav Mácha (TCH)       | TB       | 14./1  | 10./0 | 11./1 | –/0   | 1./1  | 12./1 | -/0   | 4   | Zlatá medaile    |
| 14. | Mikko Huhtala (FIN)         | TB       | 13./3  | 12./3 |       |       |       |       |       | 6   | 9.               |

### Střední váha mužů do 82 kg
| Č.  | Zápasník                 | Zápasník | Kola  | Kola  | Kola  | Kola  | Kola  | Kola | Kola  | STB | CP               |
| Č.  | Zápasník                 | Zápasník | 1.    | 2.    | 3.    | 4.    | 5.    | 6.   | 7.    | STB | CP               |
| --- | ------------------------ | -------- | ----- | ----- | ----- | ----- | ----- | ---- | ----- | --- | ---------------- |
| 1.  | Leif Andersson (SWE)     | TB       | 2./0  | 3./3  | 4./0  | 6./1  | 12./4 |      |       | 8   | 4.               |
| 2.  | Jaime Pereira (ESP)      | TB       | 1./4  | 4./4  |       |       |       |      |       | 8   | 11.              |
| 3.  | István Nagy (HUN)        | TB       | 4./0  | 1./1  | 6./3  | 12./1 | 7./4  |      |       | 9   | 5.               |
| 4.  | Franz Pitschmann (AUT)   | TB       | 3./4  | 2./0  | 1./4  |       |       |      |       | 8   | 7.               |
| 5.  | Jan Dolgowicz (POL)      | TB       | 6./4  | 7./4  |       |       |       |      |       | 8   | 11.              |
| 6.  | Savo Christov (BUL)      | TB       | 5./0  | 8./0  | 3./1  | 1./3  | –/0   | 7./0 | 12./0 | 4   | Stříbrná medaile |
| 7.  | Anatolij Nazarenko (URS) | TB       | 8./1  | 5./0  | 12./4 | 10./1 | 3./0  | 6./4 | –/0   | 10  | Bronzová medaile |
| 8.  | André Bouchoule (FRA)    | TB       | 7./3  | 6./4  |       |       |       |      |       | 7   | 9.               |
| 9.  | Kurt Spaniol (FRG)       | TB       | 10./4 | 11./3 |       |       |       |      |       | 7   | 9.               |
| 10. | İsmail Suzan (TUR)       | TB       | 9./0  | 12./4 | 11./0 | 7./3  |       |      |       | 7   | 6.               |
| 11. | Jimmy Martinetti (SUI)   | TB       | 12./4 | 9./1  | 10./4 |       |       |      |       | 9   | 8.               |
| 12. | Ion Draica (ROU)         | TB       | 11./0 | 10./0 | 7./0  | 3./3  | 1./0  | –/0  | 6./0  | 3   | Zlatá medaile    |

### Polotěžká váha mužů do 90 kg
| Č.  | Zápasník                 | Zápasník | Kola   | Kola  | Kola  | Kola | Kola  | Kola  | STB | CP               |
| Č.  | Zápasník                 | Zápasník | 1.     | 2.    | 3.    | 4.   | 5.    | 6.    | STB | CP               |
| --- | ------------------------ | -------- | ------ | ----- | ----- | ---- | ----- | ----- | --- | ---------------- |
| 1.  | Darko Nišavić (YUG)      | TB       | 2./0   | 3./4  | ods.  |      |       |       | 4   | 9.               |
| 2.  | José Blanco (ESP)        | TB       | 1./4   | 4./4  |       |      |       |       | 8   | 11.              |
| 3.  | Roman Wrocławski (POL)   | TB       | 4./0,5 | 1./0  | 6./0  | 7./4 | 12./3 |       | 7,5 | 4.               |
| 4.  | Aslan Aslan (TUR)        | TB       | 3./3,5 | 2./0  | 7./3  |      |       |       | 6,5 | 6.               |
| 5.  | Jeorgos Pozidis (GRE)    | TB       | 6./4   | 7./4  |       |      |       |       | 8   | 11.              |
| 6.  | Hans-Günter Klein (FRG)  | TB       | 5./0   | 8./4  | 3./4  |      |       |       | 8   | 8.               |
| 7.  | Ajrapet Minasijani (URS) | TB       | 8./0   | 5./0  | 4./1  | 3./0 | 9./4  | 12./3 | 8   | Bronzová medaile |
| 8.  | Herbert Goetze (GDR)     | TB       | 7./4   | 6./0  | 11./0 | 9./4 |       |       | 8   | 5.               |
| 9.  | Csaba Hegedűs (HUN)      | TB       | 10./1  | 11./4 | 12./0 | 8./0 | 7./0  | –/0   | 5   | Zlatá medaile    |
| 10. | Petre Dicu (ROU)         | TB       | 9./3   | 12./4 |       |      |       |       | 7   | 10.              |
| 11. | Stojan Nikolov (BUL)     | TB       | 12./3  | 9./0  | 8./4  |      |       |       | 7   | 7.               |
| 12. | Frank Andersson (SWE)    | TB       | 11./1  | 10./0 | 9./4  | –/0  | 3./1  | 7./1  | 7   | Stříbrná medaile |

### Těžká váha mužů do 100 kg
| Č. | Zápasník                   | Zápasník | Kola | Kola | Kola | Kola | Kola | STB | CP               |
| Č. | Zápasník                   | Zápasník | 1.   | 2.   | 3.   | 4.   | 5.   | STB | CP               |
| -- | -------------------------- | -------- | ---- | ---- | ---- | ---- | ---- | --- | ---------------- |
| 1. | Ivan Savin (ROU)           | TB       | 2./4 | 3./0 | 4./4 |      |      | 8   | 5.               |
| 2. | Nikolaj Balbošin (URS)     | TB       | 1./0 | 4./0 | 5./1 | 8./0 | –/0  | 1   | Zlatá medaile    |
| 3. | Fredi Albrecht (GDR)       | TB       | 4./4 | 1./4 |      |      |      | 8   | 6.               |
| 4. | Georgi Rajkov (BUL)        | TB       | 3./0 | 2./4 | 1./0 | 5./0 | 8./0 | 4   | Stříbrná medaile |
| 5. | József Farkas (HUN)        | TB       | 6./0 | 7./0 | 2./3 | 4./4 |      | 7   | 4.               |
| 6. | İbrahim Kumaş (TUR)        | TB       | 5./4 | 8./4 |      |      |      | 8   | 6.               |
| 7. | Heinz Schäfer (FRG)        | TB       | 8./4 | 5./4 |      |      |      | 8   | 6.               |
| 8. | Andrzej Skrzydlewski (POL) | TB       | 7./0 | 6./0 | –/0  | 2./4 | 4./4 | 8   | Bronzová medaile |

### Supertěžká váha mužů nad 100 kg
| Č. | Zápasník                   | Zápasník | Kola | Kola | Kola | Kola | Kola | Kola | STB | CP               |
| Č. | Zápasník                   | Zápasník | 1.   | 2.   | 3.   | 4.   | 5.   | 6.   | STB | CP               |
| -- | -------------------------- | -------- | ---- | ---- | ---- | ---- | ---- | ---- | --- | ---------------- |
| 1. | János Rovnyai (HUN)        | TB       | 2./0 | 9./0 | 4./4 | 5./4 |      |      | 8   | 4.               |
| 2. | Zygmunt Andrecki (POL)     | TB       | 1./4 | 3./0 | 5./4 |      |      |      | 8   | 7.               |
| 3. | Einar Gundersen (NOR)      | TB       | 4./4 | 2./4 |      |      |      |      | 8   | 9.               |
| 4. | Nikola Dinev (BUL)         | TB       | 3./0 | 5./0 | 1./0 | 9./0 | 8./0 | –/0  | 0   | Zlatá medaile    |
| 5. | Oleksandr Kolčinskij (URS) | TB       | 6./0 | 4./4 | 2./0 | 1./0 | –/0  | 8./0 | 4   | Stříbrná medaile |
| 6. | Kenan Ege (TUR)            | TB       | 5./4 | 7./1 | –/0  | 8./4 |      |      | 9   | 6.               |
| 7. | Vladimír Romanovský (TCH)  | TB       | 8./4 | 6./3 |      |      |      |      | 7   | 8.               |
| 8. | Victor Dolipschi (ROU)     | TB       | 7./0 | –/0  | 9./4 | 6./0 | 4./4 | 5./4 | 12  | Bronzová medaile |
| 9. | Klaus-Dieter Zindl (GDR)   | TB       | –/0  | 1./4 | 8./0 | 4./4 |      |      | 8   | 5.               |